# Sessinia stotherti
Sessinia stotherti es una especie de coleóptero de la familia Oedemeridae.

## Distribución geográfica
Habita en Nueva Guinea.